# Clutha
Clutha (maori Matau) – druga co do długości rzeka w Nowej Zelandii, najdłuższa na Wyspie Południowej. Długość: 322 km. Powierzchnia dorzecza 22 tys. km². Rzeki źródłowe wypływają z jeziora Wanaka i Hawea. Clutha uchodzi do Oceanu Spokojnego. Średni przepływ 650 m³/s.